# Bénédict Morel
Bénédict Augustin Morel, född 22 november 1809 i Wien, död 30 mars 1873 i Rouen, var en fransk läkare.
Morel blev 1839 medicine doktor och 1848 läkare vid dårvårdsanstalten i Maréville, där han genomförde viktiga reformer inom sinnessjukvården. År 1856 förordnades han till chefsläkare för asylen i Saint-Yon i närheten av Rouen, där han stannade till sin död. Han publicerade en mängd psykiatriska och rättspsykiatriska arbeten, undersökningar om bland annat struma och kretinism.
Morel hävdade att psykisk sjukdom kan vara ärftlig och förvärras i generation efter generation tills den drabbade släkten dör ut.